# Schlangenbad
Schlangenbad är en kommun och kurort i Rheingau-Taunus-Kreis i det tyska förbundslandet Hessen. Schlangenbad har cirka 6 000 invånare år 2012.

## Indelning
Schlangenbad består av sju delområden: Bärstadt, Georgenborn, Hausen vor der Höhe, Niedergladbach, Obergladbach, Schlangenbad och Wambach.